# Kids' Choice Awards 2025
A 38.ª edição anual do Nickelodeon Kids' Choice Awards foi realizada em 21 de junho de 2025 no Barker Hangar em Santa Mônica, Califórnia nos Estados Unidos. A cantora sul-africana Tyla apresentou o evento.

## Vencedores e indicados
Os indicados foram anunciados e a votação foi aberta em 15 de maio de 2025. Os vencedores estão listados em primeiro e destacados em negrito.
|  | Indica o ganhador dentro de cada categoria. |

### Cinema
| Filme Favorito | Ator de Cinema Favorito |
| --- | --- |
| Wicked - A Minecraft Movie - Beetlejuice Beetlejuice - Captain America: Brave New World - Descendants: The Rise of Red - Paddington in Peru - Sonic the Hedgehog 3 - Thunderbolts* | Jack Black – A Minecraft Movie como Steve - Chris Evans – Red One como Jack O'Malley - Chris Pratt – The Electric State como Keats - Dwayne Johnson – Red One como Callum Drift - Jason Momoa – A Minecraft Movie como Garrett Garrison - Jim Carrey – Sonic the Hedgehog 3 como Dr. Robotnik |
| Atriz de Cinema Favorita | Filme de Animação Favorito |
| Ariana Grande – Wicked como Glinda - Cynthia Erivo – Wicked como Elphaba - Emma Myers – A Minecraft Movie como Natalie - Jenna Ortega – Beetlejuice Beetlejuice como Astrid Deetz - Millie Bobby Brown – The Electric State como Michelle Greene - Winona Ryder – Beetlejuice Beetlejuice como Lydia Deetz | Inside Out 2 - Despicable Me 4 - Dog Man - Moana 2 - Mufasa: The Lion King - Plankton: The Movie - The Wild Robot - Transformers One |
| Dublador Favorito | Dubladora Favorita |
| Dwayne Johnson – Moana 2 como Maui - Ben Schwartz – Sonic the Hedgehog 3 como Sonic the Hedgehog - Chris Hemsworth – Transformers One como Orion Pax - Keanu Reeves – Sonic the Hedgehog 3 como Shadow the Hedgehog - Steve Carell – Despicable Me 4 como Gru - Will Ferrell – Despicable Me 4 como Maxime Le Mal | Auli'i Cravalho – Moana 2 como Moana - Amy Poehler – Inside Out 2 como Joy - Kristen Wiig – Despicable Me 4 como Lucy - Lupita Nyong'o – The Wild Robot como ROZ - Maya Hawke – Inside Out 2 como Anxiety - Scarlett Johansson – Transformers One como Elita-1 |
| Vilão Favorito | Bom de Briga Favorito |
| Jim Carrey – Sonic the Hedgehog 3 como Dr. Robotnik - Frankie Grande – Henry Danger: The Movie como Frankini - Harrison Ford – Captain America: Brave New World como President Thaddeus Ross / Red Hulk - Jeff Goldblum – Wicked como The Wonderful Wizard of Oz - Michael Keaton – Beetlejuice Beetlejuice como Beetlejuice - Michelle Yeoh – Wicked como Madame Morrible - Rita Ora – Descendants: The Rise of Red como Queen of Hearts | Emma Myers – A Minecraft Movie como Natalie - Anthony Mackie – Captain America: Brave New World como Sam Wilson / Captain America - Florence Pugh – Thunderbolts* como Yelena Belova - Kylie Cantrall – Descendants: The Rise of Red como Princess Red - Jace Norman – Henry Danger: The Movie como Henry Hart - Jack Black – A Minecraft Movie como Steve - Sebastian Stan – Thunderbolts* como Bucky Barnes |

### Televisão
| Programa de TV Infantil Favorito | Ator de TV Favorito (Infantil) |
| --- | --- |
| The Thundermans: Undercover - Ayla & The Mirrors - Bunk'd - The Really Loud House - Tyler Perry's Young Dylan - Wizards Beyond Waverly Place | Jack Griffo – The Thundermans: Undercover como Max Thunderman - David Henrie – Wizards Beyond Waverly Place como Justin Russo - Dylan Gilmer – Tyler Perry's Young Dylan como Young Dylan - Hero Hunter – Tyler Perry's Young Dylan como Charlie Wilson - Israel Johnson – Bunk'd como Noah Lambert - Trevor Tordjman – Bunk'd como Parker Preston |
| Atriz de TV Favorita (Infantil) | Programa de TV Favorito para Família |
| Kira Kosarin – The Thundermans: Undercover como Phoebe Thunderman - Celina Smith – Tyler Perry's Young Dylan como Rebecca Wilson - Janice LeAnn Brown – Wizards Beyond Waverly Place como Billie - Mallory James Mahoney – Bunk'd como Destiny Baker - Maya Le Clark – The Thundermans: Undercover como Chloe Thunderman - Miranda May – Bunk'd como Lou Hockhauser | XO, Kitty - Abbott Elementary - Cobra Kai - Goosebumps: The Vanishing - Star Wars: Skeleton Crew - The Lord of the Rings: The Rings of Power |
| Estrela de TV Favorito da Família | Estrela de TV Favorita da Família |
| Xolo Maridueña – Cobra Kai como Miguel Diaz - Damon Wayans Jr. – Poppa's House como Damon - David Schwimmer – Goosebumps: The Vanishing como Anthony Brewer - George Lopez – Lopez vs Lopez como George - Jude Law – Star Wars: Skeleton Crew como Jod Na Nawood - Sam McCarthy – Goosebumps: The Vanishing como Devin Brewer                                       | Peyton List – Cobra Kai como Tory Nichols - Anna Cathcart – XO, Kitty como Kitty - Janelle James – Abbott Elementary como Ava Coleman - Jayden Bartels – Goosebumps: The Vanishing como Cece Brewer - Reba McEntire – Happy's Place como Bobbie - Ryan Kiera Armstrong – Star Wars: Skeleton Crew como Fern                                        |
| Reality Show Favorito | Desenho Favorito |
| America's Got Talent - America's Funniest Home Videos - American Idol - American Ninja Warrior - MasterChef Junior - The Masked Singer | SpongeBob SquarePants - Dragon Ball Daima - Monster High - The Loud House - The Simpsons - Teen Titans Go! |

### Música
| Grupo Favorito | Artista Favorito |
| --- | --- |
| Stray Kids - Blink-182 - Coldplay - Imagine Dragons - Jonas Brothers - Linkin Park - Twice | Bruno Mars - Bad Bunny - Drake - Jelly Roll - Kendrick Lamar - Post Malone - Travis Scott - The Weeknd |
| Artista Favorita | Canção Favorita |
| SZA - Ariana Grande - Billie Eilish - Cardi B - Katy Perry - Lady Gaga - Selena Gomez - Taylor Swift | "Taste" – Sabrina Carpenter - "Abracadabra" – Lady Gaga - "Cry for Me" – The Weeknd - "I Can Do It with a Broken Heart" – Taylor Swift - "Squabble Up" – Kendrick Lamar - "Wildflower" – Billie Eilish |
| Artista Revelação Favorito | Artista Revelação Favorita |
| Benson Boone - Alex Warren - D4vd - Djo - Leon Thomas III - Myles Smith - Shaboozey - Zach Bryan | Sabrina Carpenter - Addison Rae - Chappell Roan - Doechii - GloRilla - Jennie - Lisa - Rosé |
| Álbum Favorito | Canção Favorita de um Filme |
| Short n' Sweet – Sabrina Carpenter - Beautifully Broken – Jelly Roll - F-1 Trillion – Post Malone - GNX – Kendrick Lamar - Hurry Up Tomorrow – The Weeknd - I Said I Love You First – Selena Gomez e Benny Blanco - Mayhem – Lady Gaga - Wicked: The Soundtrack                                                                                             | "Defying Gravity" – Cynthia Erivo com part. de Ariana Grande (de Wicked) - "Can I Get a Chee Hoo?" – Dwayne Johnson (de Moana 2) - "Higher Love" – Desi Trill com part. de DJ Khaled, Cardi B, Natania e Subhi (de Smurfs) - "I Always Wanted a Brother" – Braelyn Rankins, Theo Somolu, Aaron Pierre e Kelvin Harrison Jr. (de Mufasa: The Lion King) - "I Feel Alive" – Jack Black (de A Minecraft Movie) - "Kiss the Sky" – Maren Morris (de The Wild Robot) - "Popular" – Ariana Grande (de Wicked) - "Run It" – Jelly Roll (de Sonic the Hedgehog 3) |
| Colaboração Favorita | Canção Viral Favorita |
| "Luther" – Kendrick Lamar e SZA - "Apt." – Rosé e Bruno Mars - "Call Me When You Break Up" – Selena Gomez, Benny Blanco e Gracie Abrams - "Die with a Smile" – Lady Gaga e Bruno Mars - "Please Please Please" – Sabrina Carpenter com part. de Dolly Parton - "Show Me Love" – WizTheMc, Bees & Honey e Tyla - "Slow Motion" – Marshmello e Jonas Brothers | "Bluest Flame" – Selena Gomez e Benny Blanco - "Apple" – Charli XCX - "Diet Pepsi" – Addison Rae - "Messy" – Lola Young - "Ordinary" – Alex Warren - "Pink Pony Club" – Chappell Roan - "Sports Car" – Tate McRae - "That's So True" – Gracie Abrams |
| Estrela Global Musical Favorita | Podcast Favorito |
| África: Tyla - Ásia: Stray Kids - Austrália: The Kid Laroi - Europa: David Guetta - América Latina: Shakira - América do Norte: Bruno Mars - Reino Unido: Ed Sheeran | LOL Podcast - American Girl: The Smart Girl's Podcast - Are You Afraid of the Dark? - Avatar: Braving the Elements - New Heights with Jason & Travis Kelce - Super Great Kids' Stories - Baby, This is Keke Palmer - The Nikki & Brie Show |

### Esporte
| Atleta Favorito | Atleta Favorita |
| --- | --- |
| LeBron James - Shohei Ohtani - Lionel Messi - Jalen Hurts - Jayson Tatum - Patrick Mahomes - Travis Kelce - Stephen Curry | Simone Biles - Sha'Carri Richardson - Alex Morgan - Jordan Chiles - Caitlin Clark - Naomi Osaka - Angel Reese - Coco Gauff |

### Outras categorias
| Criador Favorito                                                                                     | Criadora Favorita                                                                            |
| --- | -------------------------------------------------------------------------------------------- |
| MrBeast - SeanDoesMagic - Mark Rober - Dhar Mann - Adam Rose - Keith Lee                             | Salish Matter - Sofie Dossi - Emma Chamberlain - Charli D'Amelio - Brooke Monk - Lexi Rivera |
| Família Criadora Favorita                                                                            | Gamer Favorito                                                                               |
| Ms. Rachel - Toys and Colors - Danny Go! - Ryan Kaji/Ryan's World - Kids Diana Show - A For Adley    | IShowSpeed - IBella - Aphmau - Unspeakable - Kai Cenat - Ninja - Pokimane                    |
| Video Game Favorito                                                                                  |                                                                                              |
| Roblox - Fortnite - Just Dance 2025 Edition - Minecraft - Super Mario Party Jamboree - Madden NFL 25 |                                                                                              |